# La Pocatière
La Pocatière ist eine Stadt in der gleichnamigen kanadischen Grafschaft Kamouraska (regionale Grafschaftsgemeinde) und gleichzeitig ihr Hauptort. Die Stadt am Ostufer des Sankt-Lorenz-Stroms zählte im Jahr 2016 insgesamt 4120 Einwohner und hat eine Fläche von 21,63 km². 

## Geschichte
La Pocatière wurde im Jahr 1670 von François Pollet de la Combe Pocatière gegründet. 

## Verkehr
La Pocatière liegt zwischen Québec, den Seeprovinzen und der Gaspésie-Halbinsel. Der Trans-Canada Highway verläuft von Québec kommend nach La Pocatière. Die weiter nach Norden verlaufende Autoroute 20 führt nach Rimouski. La Pocatière ist an das Bahnnetz von VIA Rail Canada angeschlossen.

## Wirtschaft
1971 übernahm Bombardier eine Produktionsstätte für Schneemobile in La Pocatière. Ab 1974 begann Bombardier Transportation, dort Züge für die Metro Montréal zu bauen. Dies führte zur Ansiedlung weiterer Unternehmen am Ort.

## Sehenswürdigkeiten
- Die katholische Kirche Notre-Dame-de-Lourdes in der Stadtmitte wurde zwischen 1827 und 1829 erbaut.

## Persönlichkeiten
- Léon Destroismaisons (1895–1980), Organist, Komponist und Musikpädagoge

## Einzelnachweise

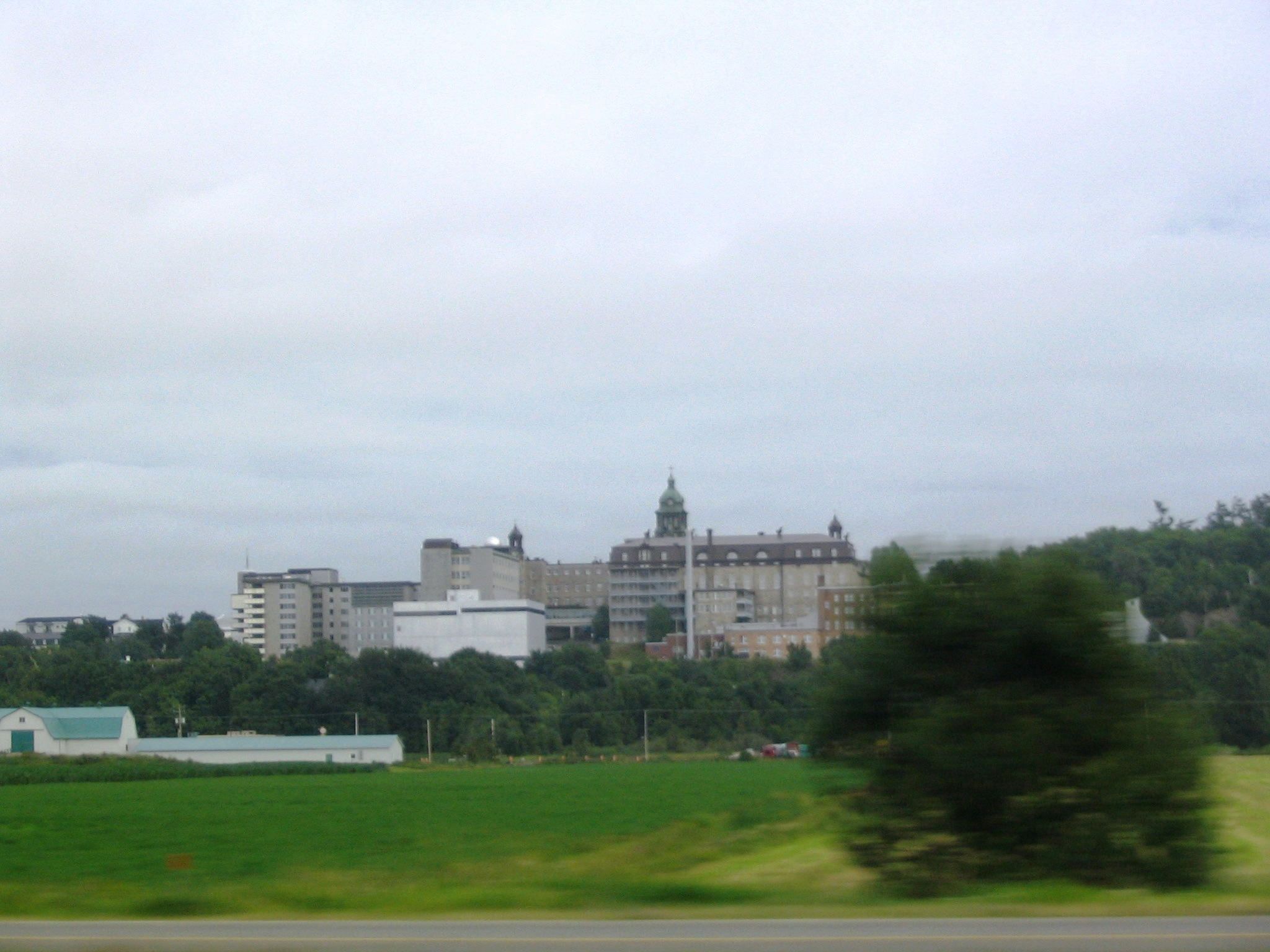
La Pocatière